# Abstração
Abstração (do termo latino abstractio) é uma operação intelectual que consiste em isolar, por exemplo num conceito, um elemento à exclusão de outros, dos quais então se faz abstração. Por exemplo, abstraindo uma bola de futebol de couro, por uma bola de futebol, retemos apenas a informação enxuta das propriedades e comportamentos de uma bola de futebol.

## Processo de pensamento

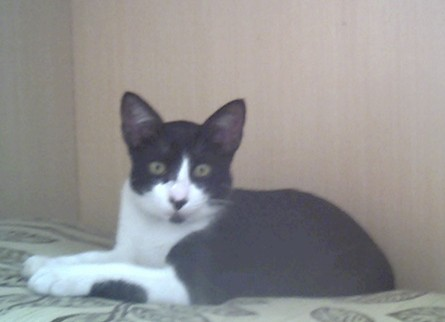
Gato sentado sobre um tapete (Figura I).

Gráfico conceitual de "um gato (cat) sentado (sitting) sobre um tapete (mat)" (Gráfico I).

Na terminologia filosófica, a abstração é o processo de pensamento em que as ideias são distanciadas dos objetos. A abstração usa a estratégia de simplificação, em que detalhes concretos são deixados ambíguos, vagos ou indefinidos. Assim, uma comunicação efetiva sobre as coisas abstraídas requer uma intuição ou experiência comum entre o comunicador e o recipiente da comunicação. Isso é verdade para todas as formas de comunicação verbal/abstrata.
Por exemplo, muitas coisas diferentes podem ser da cor vermelha. Da mesma forma, muitas coisas podem estar sobre superfícies. A propriedade "vermelho" e a relação "sobre" são, portanto, abstrações desses objetos. Especificamente, o diagrama conceitual I identifica apenas três caixas, duas elipses e quatro setas (e seus cinco rótulos), enquanto a figura I mostra muito mais detalhes pictóricos.
Embora a descrição sentado (gráfico 1) seja mais abstrata do que a imagem gráfica de um gato sentado em um tapete (foto 1), a delimitação entre coisas abstratas de coisas concretas é um pouco ambígua. Essa ambiguidade ou imprecisão é característica da abstração. Assim, algo tão simples como um jornal pode ser especificado em seis níveis, como na demonstração de ambiguidade de Douglas Hofstadter, em uma progressão do abstrato ao concreto no livro Gödel, Escher, Bach (1979):

(1) uma publicação
(2) um jornal
(3) The San Francisco Chronicle
(4) a edição de 18 de maio do The San Francisco Chronicle
(5) a minha cópia da edição de 18 de maio edição do The San Francisco Chronicle
(6) a minha cópia da edição de 18 de maio edição do The San Francisco Chronicle como estava quando a peguei pela primeira vez (em contraste com como ficou a minha cópia poucos dias depois: em minha lareira, queimando)

Uma abstração pode portanto, encapsular cada um desses níveis de detalhe sem perda de generalidade. Mas, talvez, um detetive ou um filósofo/cientista/engenheiro possa procurar aprender sobre algo, em níveis cada vez mais profundos de detalhes, para resolver um crime ou um quebra-cabeça.

## Diferentes abordagens sobre abstração

### Filosofia
Na filosofia, abstração é um processo (ou, para alguns, um alegado processo) na formação de conceitos reconhecendo um grupo de características comuns nos indivíduos, e tendo isso como base formando um conceito desta característica. A noção de abstração é importante para o entendimento de algumas controvérsias filosóficas em relação a empiricismo e o problema dos universais. Também se tornou recentemente popular na lógica formal como abstração predicada. Outra ferramenta filosófica para a discussão sobre abstração é espaço do pensamento.
A Lógica de Port-Royal, resumiu a estreita relação do processo de abstração com a natureza do homem, dizendo: “a limitação da nossa mente leva-nos a só compreender as coisas compostas quando as consideramos em suas partes e contemplamos as faces diversas com que elas se nos apresentam: isto é o que se costuma chamar conhecer por abstração”.
A abstração é a operação mediante a qual alguma coisa é escolhida como objeto de percepção, atenção, observação, consideração, pesquisa, estudo, etc. É isolada de outras coisas com que está numa relação maior. Ela é inerente a qualquer procedimento cognitivo. Segundo Aristóteles, o processo todo do conhecimento pode ser descrito com ela; sendo que Tomás de Aquino reduz todo o conhecimento intelectual à operação de abstrações. O homem cria por abstração.
É o ato de separar mentalmente um ou mais elementos de uma totalidade complexa (coisa, representação, fato), os quais só mentalmente podem subsistir fora dessa totalidade. 

### Neurologia
Algumas pesquisas sobre o cérebro humano sugerem que os hemisférios esquerdo e direito diferem no modo como lidam com a abstração. Por exemplo, uma metanálise de um cérebro humano lesionado mostrou que o hemisfério esquerdo tende a ser usado durante o uso de ferramentas.

### Direito
Na ciência do direito, a abstração é característica frequente na estrutura da norma jurídica, notadamente das leis e regulamentos.
Diz-se, no direito, que a estrutura da norma é abstrata pois a concretização da hipótese normativa não esgota sua eficácia. "Ex.: matar alguém: pena de Y anos de reclusão." Se José mata João, a norma continua válida e eficaz, isto porque é abstrata.
Não fosse a abstração, o sistema jurídico deveria prever todas as condutas humanas indesejadas de modo específico. O que seria logicamente impossível.
Mas, por outro lado, nem toda norma jurídica é abstrata. Neste caso dizemos que se trata de uma norma concreta. "Ex.: Fica denominada Consolação Carneiro a rua n.º 13 do Bairro dos Professores." A norma, no caso, não possui abstração pois existe apenas uma rua n.º 13 no Bairro dos Professores. Assim, uma vez alterado o nome desta rua em particular, a norma não produzirá eficácia em outras situações hipoteticamente idênticas.
De todo modo, as principais normas jurídicas, como as que constam de leis, códigos e regulamentos são fundamentalmente normas abstratas.
É a atividade de interpretação da norma e do fato sobre o qual ela deve incidir que tornará efetivo seu propósito de regular, concretamente, a conduta humana.

### Arte
A abstração é usada nas artes mais tipicamente como um sinônimo para arte abstrata em geral. Estritamente falando, se refere a arte que não está preocupada com a representação literal das coisas do mundo visível, e pode, também, se referir a um objeto ou imagem que foi destilada do mundo real, ou mesmo, de um outro trabalho artístico. Trabalhos artísticos que modificam o mundo natural para propósitos expressivos são chamados abstratos; aqueles que derivam de objetos reconhecíveis mas não o imitam são chamados abstração não objetiva. No século XX, a tendência em direção à abstração coincidiu com o avanço da ciência, tecnologia, e mudanças na vida urbana, eventualmente refletindo um interesse na teoria da psicanálise. Posteriormente, a abstração foi manifestada em termos de formais mais puras, como cor, livre de contexto objetivo, e a redução da forma para designs geométricos básicos.
Na música, abstração se refere ao abandono da tonalidade. A música atonal não possui uma assinatura chave nem um padrão imposto externamente sendo caracterizada pelos seus relacionamentos internos.

### Psicologia
A definição de Carl Jung de abstração expandiu seu escopo para além do processo de pensamento para incluir quatro funções psicológicas complementares mutualmente exclusivas: sensação, intuição, percepção, e pensamento. Juntas, elas formam a totalidade estrutural de diferenciação do processo de abstração. A abstração opera em uma dessas funções quando exclui a influência simultânea das outras funções e outras irrelevâncias, como as emoções. A abstração requer um uso seletivo dessa separação estrutural de habilidades na psique. O oposto da abstração é o concretismo. Segundo a definição de Jung:

Existe um pensamento abstrato tanto quanto existe um sentimento abstrato. O pensamento abstrato destaca as qualidades lógicas, racionais... O sentimento abstrato faz o mesmo com... seus valores sentimentais... Coloco os sentimentos abstratos no mesmo nível que os pensamentos abstratos... A sensação abstrata pode ser estética em oposição à sensação sensual, e a intuição abstrata é simbolicamente oposta à intuição fantástica.

### Computação
O uso da abstração na computação pode ser exemplificada da seguinte forma: imagine que um determinado processamento é realizado em vários pontos de um sistema da mesma forma. Ao invés de repetirmos o trecho de código responsável por esse processamento, o abstraímos na forma de um procedimento ou função, e apenas fazemos uma chamada a tal procedimento, onde quer que necessitemos e por quantas vezes se fizer necessário.

## Origens
Os primeiros símbolos do pensamento abstrato em humanos pode ser traçado entre 50 000 e 100 000 anos atrás na África.